# Арабский демократический союз
Ара́бский демократи́ческий сою́з — политическая партия в Сирии. Партия входила в Национальный прогрессивный фронт, в котором доминировала правящая партия Баас, и была распущена с остальными составляющими фронта в начале 2025 года. В выбранном 22 апреля 2007 года парламенте Арабский демократический союз имел 1 из 250 мест.

## Идеология
Партия привержена идеалам насеризма, заявляя о своих намерениях: «Построение общества, которым управляет социальная справедливость, а в своем идеологическом подходе и борьбе руководствуются насеризмом, мыслью и практикой». Партия является одновременно арабской националистической и арабской социалистической.